# Claus Grube
Claus Grube (født 14. december 1950 i København) er en dansk diplomat med speciale i Europapolitik.
Han læste H.A. på Handelshøjskolen i København 1970-72 og derefter uddannet cand. jur. fra Københavns Universitet 1976. 
Grube blev ansat som jurist i Justitsministeriet 1976, var dommerfuldmægtig i Gentofte Kriminalret og blev ansat i Udenrigsministeriet i 1977 som sekretær med ansvar for EU's handelspolitik og økonomisk samarbejde, 1978 fuldmægtig, 1983 ledelsessekretær, 1993 kontorchef i Europaafdelingen og derefter afdelingschef i 1997. Han har desuden haft mange rådgiverstillinger, bl.a. på den danske ambassade i Paris og to gange ved EU-repræsentationen i Bruxelles. Han var således Danmarks stedfortrædende og faste repræsentant (ambassadør) ved EU 2000-09. 
2009-2013 var Grube departementschef i Udenrigsministeriet indtil han var involveret i en skandale om hemmeligholdelse og opfordring til kreativ bogføring. Fra 1. oktober 2013 har han været Danmarks ambassadør i London indtil han i 2017 gik på pension. Fra 2017 har Grube arbejdet som selvstændig rådgiver for virksomheder i Storbritannien og Danmark, samt foredragsholder om internationale forhold og EU.
I fritiden dyrker Claus Grube især musikken og sejlsport.[kilde mangler] Han er gift med kunstmaler Susanne Fournais Grube. De har fem børn fra tidligere ægteskab.
Grube, som er kammerherre, er medlem af bestyrelsen for Danmark-Amerika Fondet, Hamlet Scenen, Ærø Museum, Herregården Søbygård, Rotary og  Dansk Selskab for Virksomhedsledelse, samt Senior Advisor for Flint Global Ltd, London og Seafresh Goup Holding Ltd,UK. Tillige Senior Fellow i AxcelFuture tænketanken.
Grube spillede en central hovedrolle i forbindelse med Tibetsagen, hvor demonstranter ulovligt blev forvist af politiet.

## Dekoration
- Kommandør af 1. grad af Dannebrogordenen (16. april 2011)
- Løveordenens storkors (Finland)
- Kommandør af Kroneordenen (Belgien)
- Ridder af 1.grad af Den Nationale Fortjenstorden (Frankrig)
- Phønix Ordenens storkors (Grækenland)
- Æresborger (freeman) i London 2017.
- Æresalumne, Københavns Universitet, 2009.